# Zuydcoote
Zuydcoote [zɥitkot] (západovlámsky a nizozemsky: Zuidkote) je obec v departementu Nord v severní Francii.

## Heraldika
|  | Blason erbu Zuydcoote: Bílý podklad, černá orlice s červeným zobákem a zbrojí mezi dvěma černými lvy s červeným jazykem a zbrojí. |

## Populace
| Rok  | Pop.  | ± %       |
| ---- | ----- | --------- |
| 1793 | 173   | —         |
| 1800 | 173   | + 0,00 %  |
| 1806 | 178   | + 0,48 %  |
| 1821 | 283   | + 3,14 %  |
| 1831 | 339   | + 1,82 %  |
| 1836 | 318   | − 1,27 %  |
| 1841 | 294   | − 1,56 %  |
| 1846 | 317   | + 1,52 %  |
| 1851 | 305   | − 0,77 %  |
| 1856 | 318   | + 0,84 %  |
| 1861 | 303   | − 0,96 %  |
| 1866 | 286   | − 1,15 %  |
| 1872 | 318   | + 1,78 %  |
| 1876 | 346   | + 2,13 %  |
| 1881 | 333   | − 0,76 %  |
| 1886 | 363   | + 1,74 %  |
| 1891 | 361   | − 0,11 %  |
| 1896 | 402   | + 2,17 %  |
| 1901 | 431   | + 1,40 %  |
| 1906 | 637   | + 8,13 %  |
| 1911 | 1 039 | + 10,28 % |
| 1921 | 1 405 | + 3,06 %  |
| 1926 | 1 635 | + 3,08 %  |
| 1931 | 1 721 | + 1,03 %  |
| 1936 | 1 767 | + 0,53 %  |
| 1946 | 390   | − 14,02 % |
| 1954 | 1 140 | + 14,35 % |
| 1962 | 1 002 | − 1,60 %  |
| 1968 | 1 029 | + 0,44 %  |
| 1975 | 1 115 | + 1,15 %  |
| 1982 | 1 321 | + 2,45 %  |
| 1990 | 1 617 | + 2,56 %  |
| 1999 | 1 578 | − 0,27 %  |
| 2009 | 1 684 | + 0,65 %  |
| 2014 | 1 789 | + 1,22 %  |
| 2020 | 1 593 | − 1,92 %  |

Zdroj: EHESS a INSEE

## Galerie

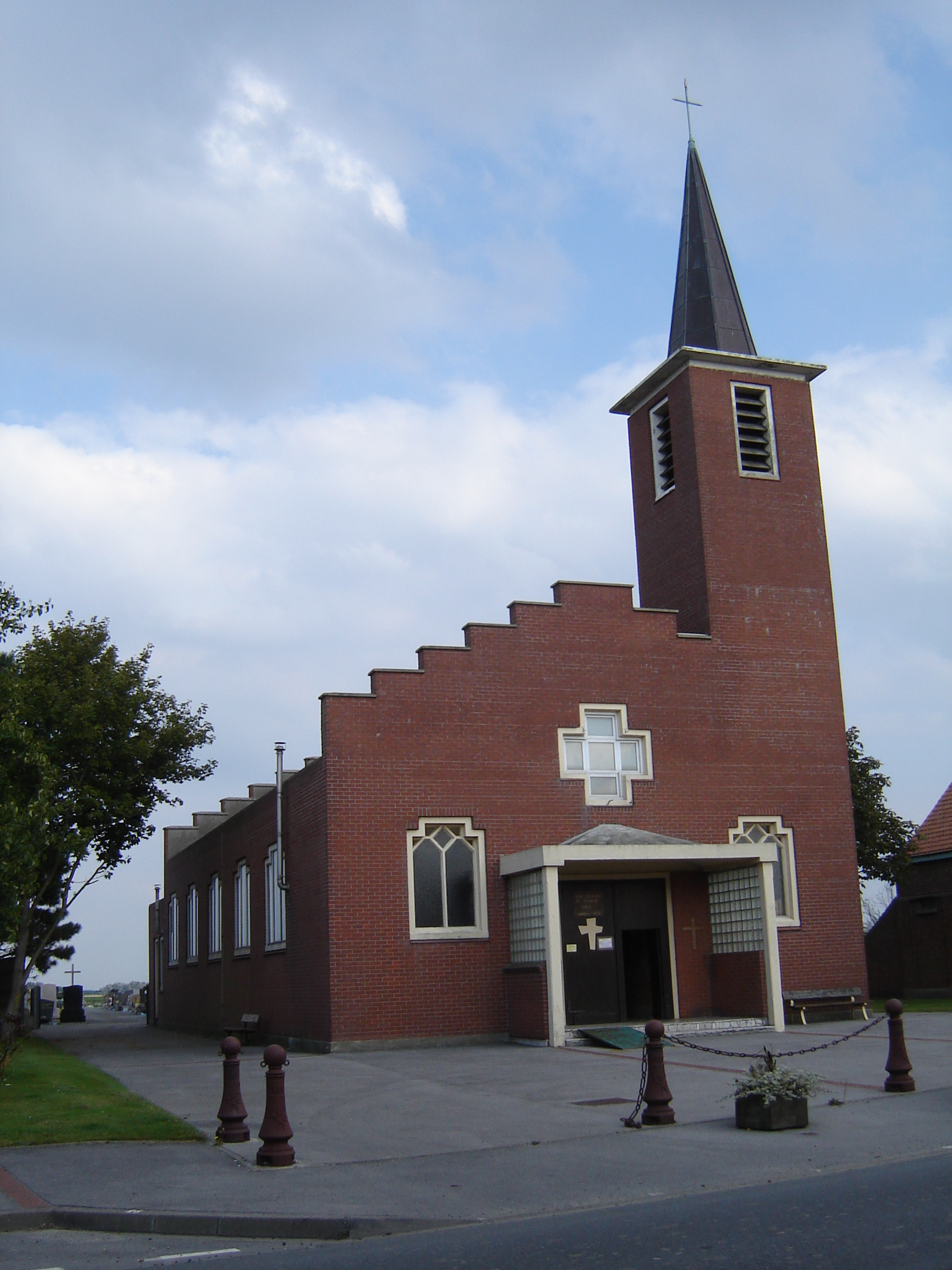
Kostel svatého Mikuláše
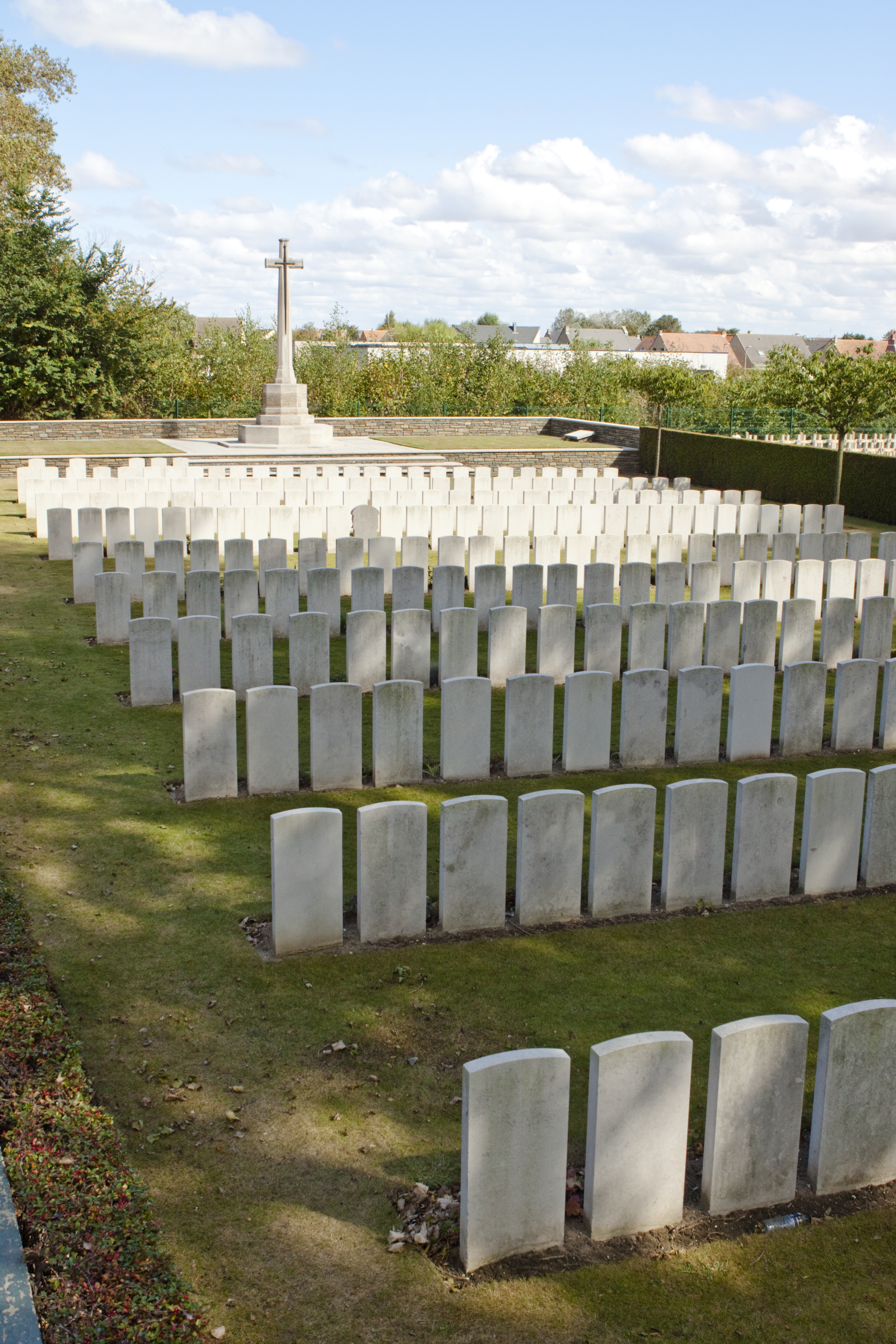
Vojenský hřbitov Zuydcoote
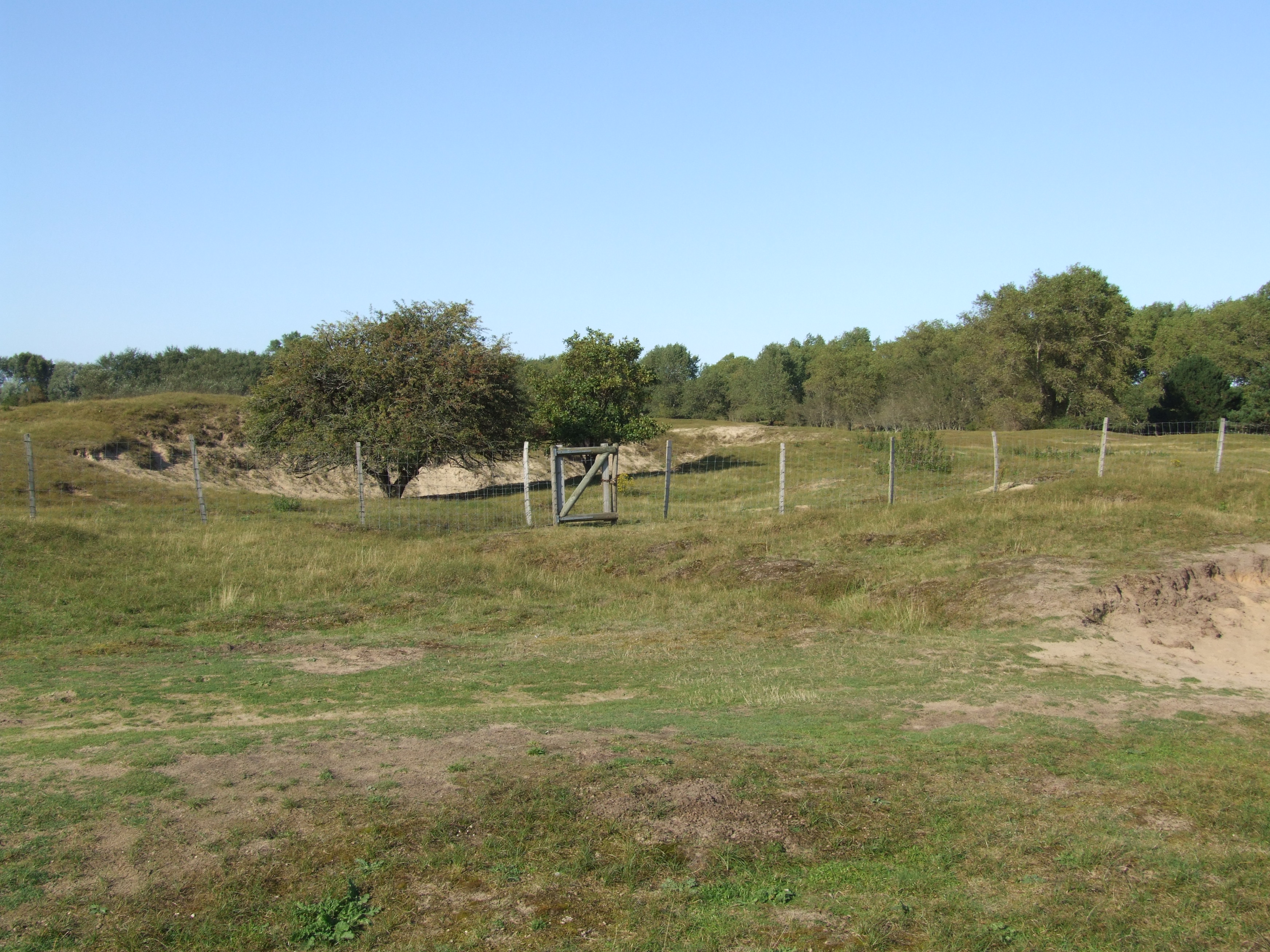
Fosilní duna de Ghyvelde
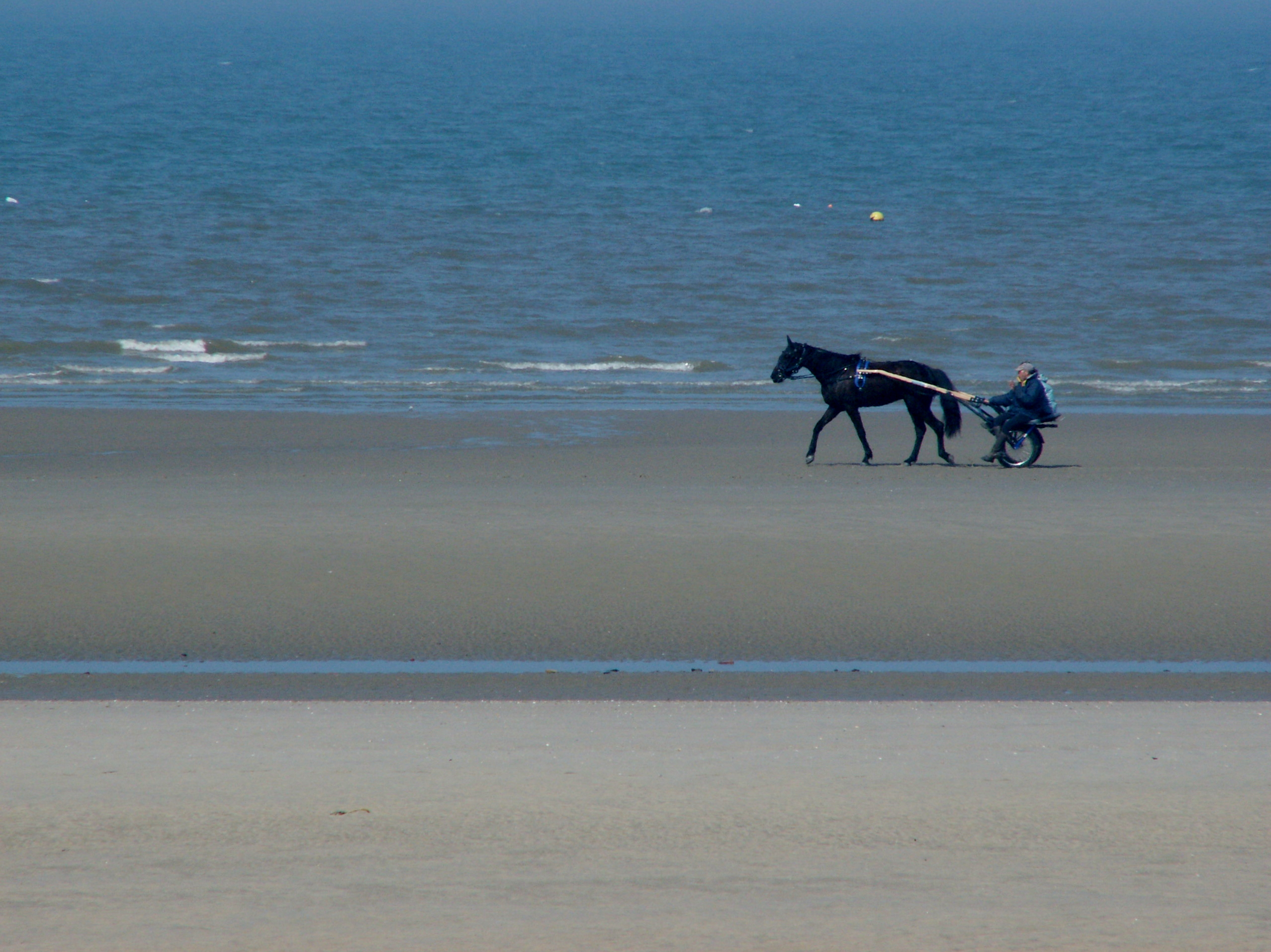
Pláž Zuydcoote
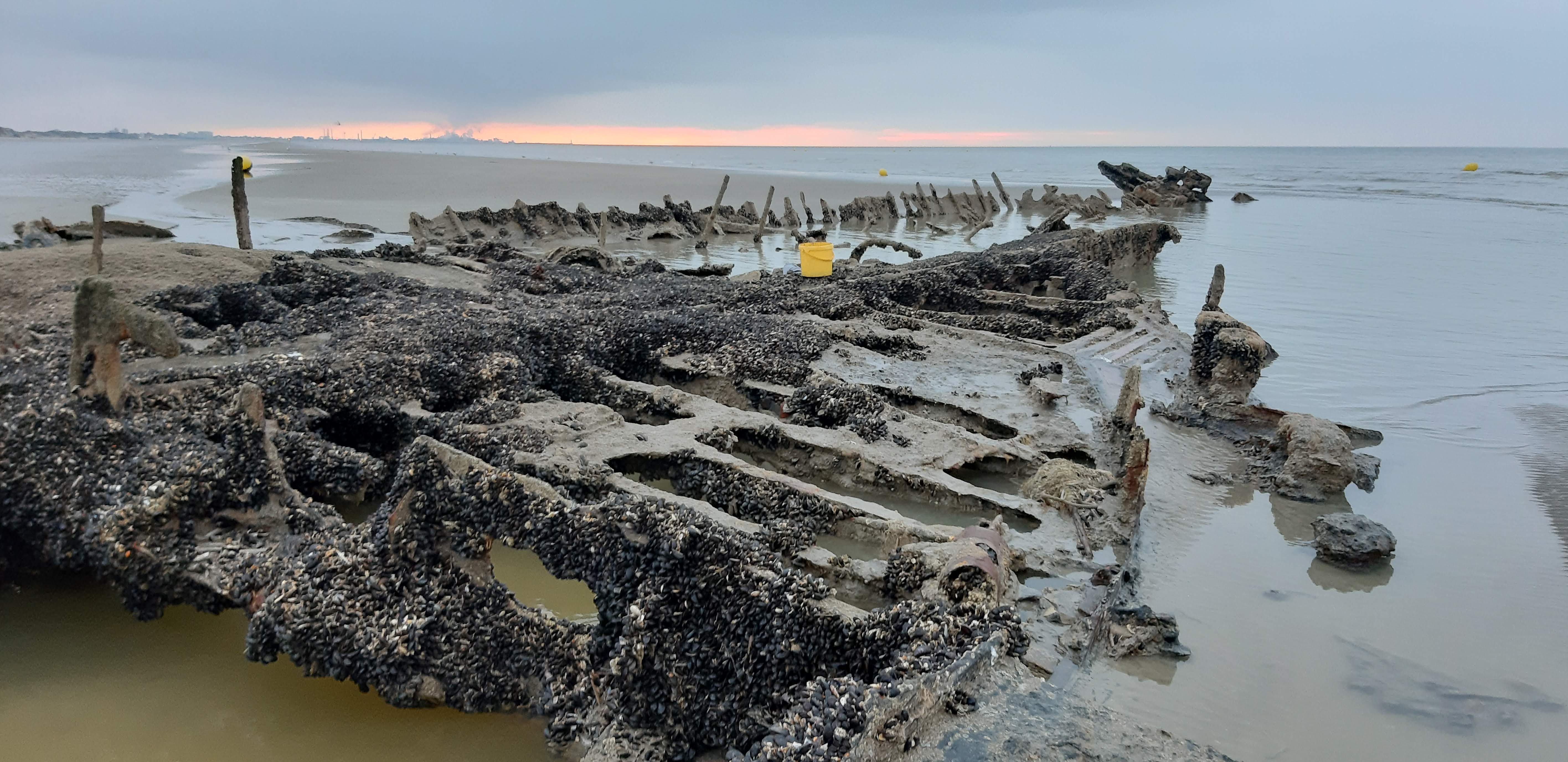
Vrak lodi HMS Crested Eagle na pláži Zuydcoote